# Медаль «Шухрат»
Медаль «Шухрат» (узб. Şuhrat medali) — государственная награда Узбекистана.

## История
Медаль учреждена на основании закона № 1046-XII от 5 мая 1994 года.

## Положение
1. Медалью «Шухрат» награждаются граждане Республики Узбекистан, а также лица, не являющиеся гражданами Республики Узбекистан, которые своим добросовестным трудом достигли больших успехов в деле развития экономики, науки и культуры республики, воспитания подрастающего поколения в духе патриотизма и преданности идеям национальной независимости и социального прогресса.
2. Медалью «Шухрат» награждает президент Республики Узбекистан. Указ о награждении медалью публикуется в печати и других средствах массовой информации.
3. Награждение медалью «Шухрат» производится по представлению Кабинета министров Республики Узбекистан, председателя Конституционного суда Республики Узбекистан, председателя Верховного суда Республики Узбекистан, председателя Высшего хозяйственного суда Республики Узбекистан, Генерального прокурора Республики Узбекистан, председателя Жокаргы Кенеса Республики Каракалпакстан, хокимов областей и города Ташкента, руководителей министерств, государственных комитетов и ведомств, общественных объединений в лице их республиканских органов.
4. Вручение медали «Шухрат» и соответствующего документа о награждении производится в торжественной обстановке президентом Республики Узбекистан или от его имени председателем Законодательной палаты Олий Мажлиса Республики Узбекистан, председателем Сената Олий Мажлиса Республики Узбекистан, премьер-министром Республики Узбекистан, председателем Жокаргы Кенеса Каракалпакии, хокимами областей и города Ташкента, а также другими лицами по поручению президента Республики Узбекистан.
5. Лица, награждённые медалью «Шухрат», получают единовременное денежное вознаграждение в размере пятикратной минимальной заработной платы. Лица, награждённые медалью «Шухрат», пользуются льготами, устанавливаемыми законодательством.
6. Медаль «Шухрат» носится на левой стороне груди.
7. При посмертном награждении медалью «Шухрат» медаль, документ о награждении и единовременное денежное вознаграждение вручаются семье награждённого.

## Описание
Медаль «Шухрат» изготавливается из медного сплава, покрытого предварительно никелем толщиной 0,5 микрон, а затем золотым сплавом толщиной 0,25 микрон, с частичным нанесением эмали разных цветов.
Медаль имеет форму круга диаметром 34 миллиметра. На лицевой стороне медали в лучах восходящего солнца рельефно изображена панорама, символизирующая экономическую мощь республики.
В нижней части медали на белом эмалевом фоне выпуклыми буквами размещено слово «SUHRAT». Высота букв 2 миллиметра. Края медали с обеих сторон окаймлены бортиком.
На оборотной стороне медали изображен Государственный герб Республики Узбекистан. Внизу нанесен номер медали вогнутым шрифтом размером 1 миллиметр. Толщина медали 3 миллиметра.
Медаль при помощи ушка и кольца соединяется с пятиугольной колодкой, обтянутой шелковой лентой с цветными полосами Государственного флага республики. Ширина ленты 24 миллиметра. Ширина синей, белой и зеленой полос по 7 миллиметров, ширина красных полос 1,5 миллиметра. Высота колодки 48 миллиметров, ширина 45 миллиметров. Крепление на булавке.